# Oren Ambarchi

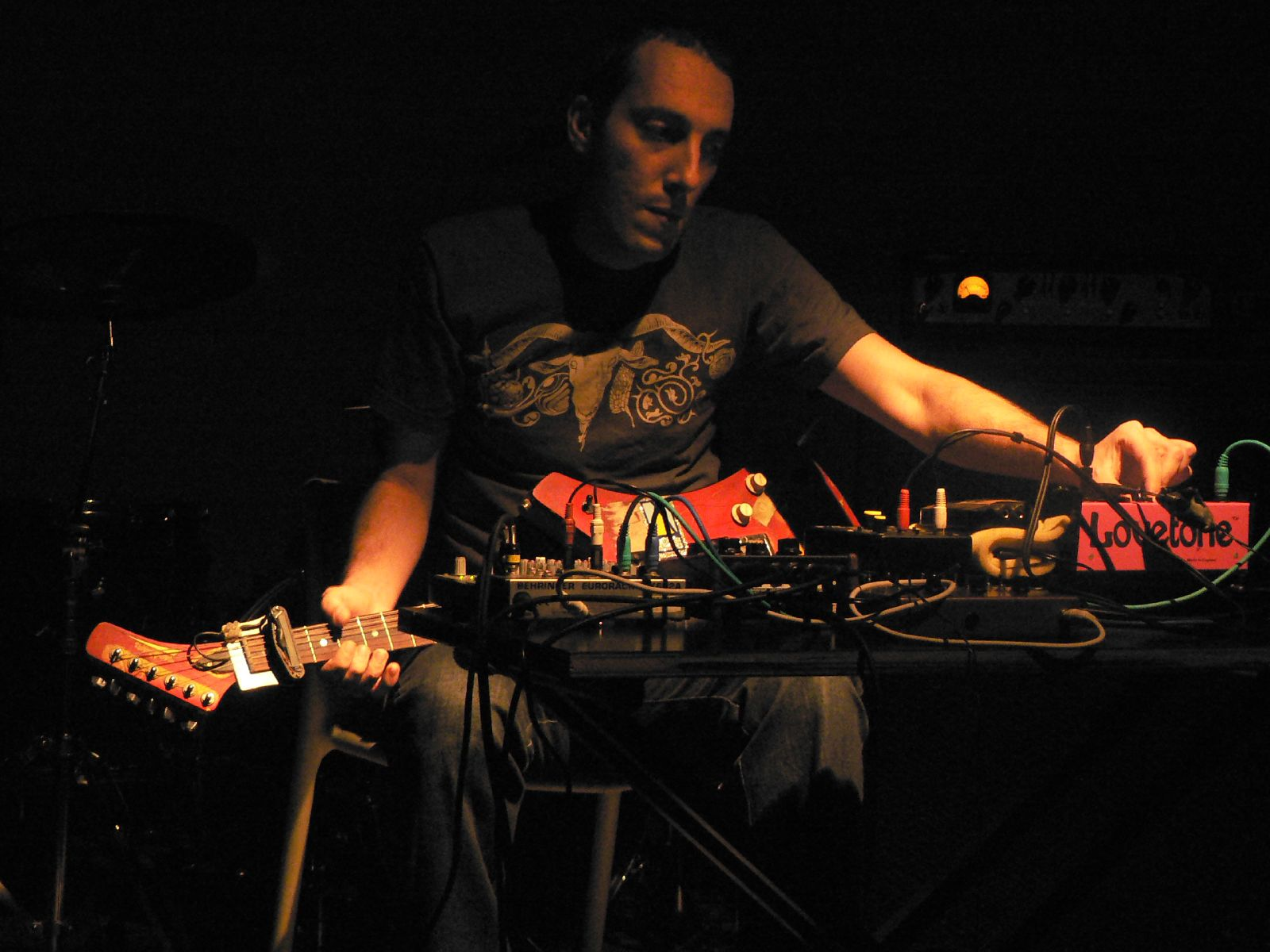
Oren Ambarchi (2007)

Oren Ambarchi (* 1969 in Sydney) ist ein australischer Multiinstrumentalist und Komponist.

## Leben und Wirken
Ambarchi wurde in einer Familie sephardischer Juden aus dem Irak geboren. Er besuchte eine orthodoxe jüdische Schule in Brooklyn, New York City. Seine Musikerkarriere begann er als Free-Jazz-Schlagzeuger. Später wechselte er unter dem Einfluss von Japanoise zur Gitarre und wurde in der Noise-Szene aktiv. Auch nennt er die Komponisten Morton Feldman und Alvin Lucier als frühe Einflüsse. 1993 trat er auf Einladung John Zorns auf dem Radical Jewish Culture Festival in New York auf. 1998 begann mit dem in einem Take aufgenommenen Stacte seine Solo-Karriere. Anfang der 2000er Jahre fing er an, an der University of Western Sydney Improvisation zu unterrichten. 2005 war er an Sunn O)))s Album Black One beteiligt. 2012 entstand mit In the Mouth – A Hand ein erstes gemeinsames Album mit Fire!, im Folgejahr ein Album mit dem Pianisten John Tilbury.
1994 gründete er das What Is Music? Festival. 2009 gründete er das Label Black Truffle.

## Diskografische Hinweise
- Stacte (Jerker Productions, 1998)
- Flypaper (Staubgold, 2002) mit Keith Rowe
- Spirit Transform Me (Tzadik, 2008) mit Z’ev
- Tima Formosa (Black Truffle, 2011) mit Keiji Haino, Jim O’Rourke
- In the Mouth – A Hand (Rune Grammofon, 2012) mit Fire! (Mats Gustafsson, Johan Berthling, Andreas Werliin)
- The Just Reproach (Black Truffle, 2013) mit John Tilbury
- Shade Themes From Kairos (Drag City, 2014) mit Stephen O’Malley, Randall Dunn
- Behold (Editions mego, 2015) mit Jim O’Rourke
- Hubris (Editions mego, 2016)
- Fire!: She Sleeps, She Sleeps (2016)
- Live Hubris (Black Truffle, 2021) mit einer 15-köpfigen Band (u. a. Jim O’Rourke, Mats Gustafsson, Johan Berthling, Andreas Werliin)
- Oren Ambarchi, Johan Berthling & Andreas Werliin: Ghosted (Drag City 2022, sowie Christer Bothén)
- Shebang (Drag City, 2022) mit Julia Reidy, Johan Berthling, Sam Dunscombe, B. J. Cole, Chris Abrahams, Jim O’Rourke
- Double Consciousness (Matière Mémoire, 2023) mit Eric Thielemans